# Kaemis
Kaemis es un género de arañas araneomorfas de la familia Dysderidae. Se encuentran en la España peninsular, Italia y Montenegro.

## Lista de especies
Se reconocen las siguientes según World Spider Catalog 19.5:
- Kaemis aeruginosus (Barrientos, Espuny & Ascaso, 1994)
- Kaemis carnicus Gasparo, 1995
- Kaemis circe (Brignoli, 1975)
- Kaemis gasparoi Mazzoleni & Pantini, 2018
- Kaemis vernalis Deeleman-Reinhold, 1993